# Пярну (река)
Пя́рну (до 1919 года — Пернава, также Перновка; эст. Pärnu jõgi, нем. Pernau) — река в Эстонии. Длина 144 км, площадь бассейна 6910 км². Впадает в Пярнуский залив Рижского залива Балтийского моря.

## Гидрология
Питание смешанное, в верховьях с преобладанием подземного, в низовьях — дождевого. Средний расход воды в 26 км от устья 48,2 м³/с. Замерзает не ежегодно (обычно в середине декабря, вскрывается в конце марта).

## Гидрография
Начало Пярну берёт из небольшого родникового озера Алликаярв вблизи посёлка Роосна-Аллику — административном центре одноименной волости. Рядом с городом Пайде в Пярну впадают два притока — Водья и Эсна, а ниже Пайде — Реопалу.
Основные реки в бассейне Пярну: Пранди, Линтси, Пийуметса, Кяру, Вяндра, Навести, Халлисте, Раудна, Рейу и Сауга.
В приустьевой части судоходна. На Пярну имеется 11 плотин и малые ГЭС.

## Населённые пункты на реке
- Тюри
- Пайде
- Синди
- Пярну (в устье)
- Тори
- Роосна-Аллику